# Alexander Hochberg

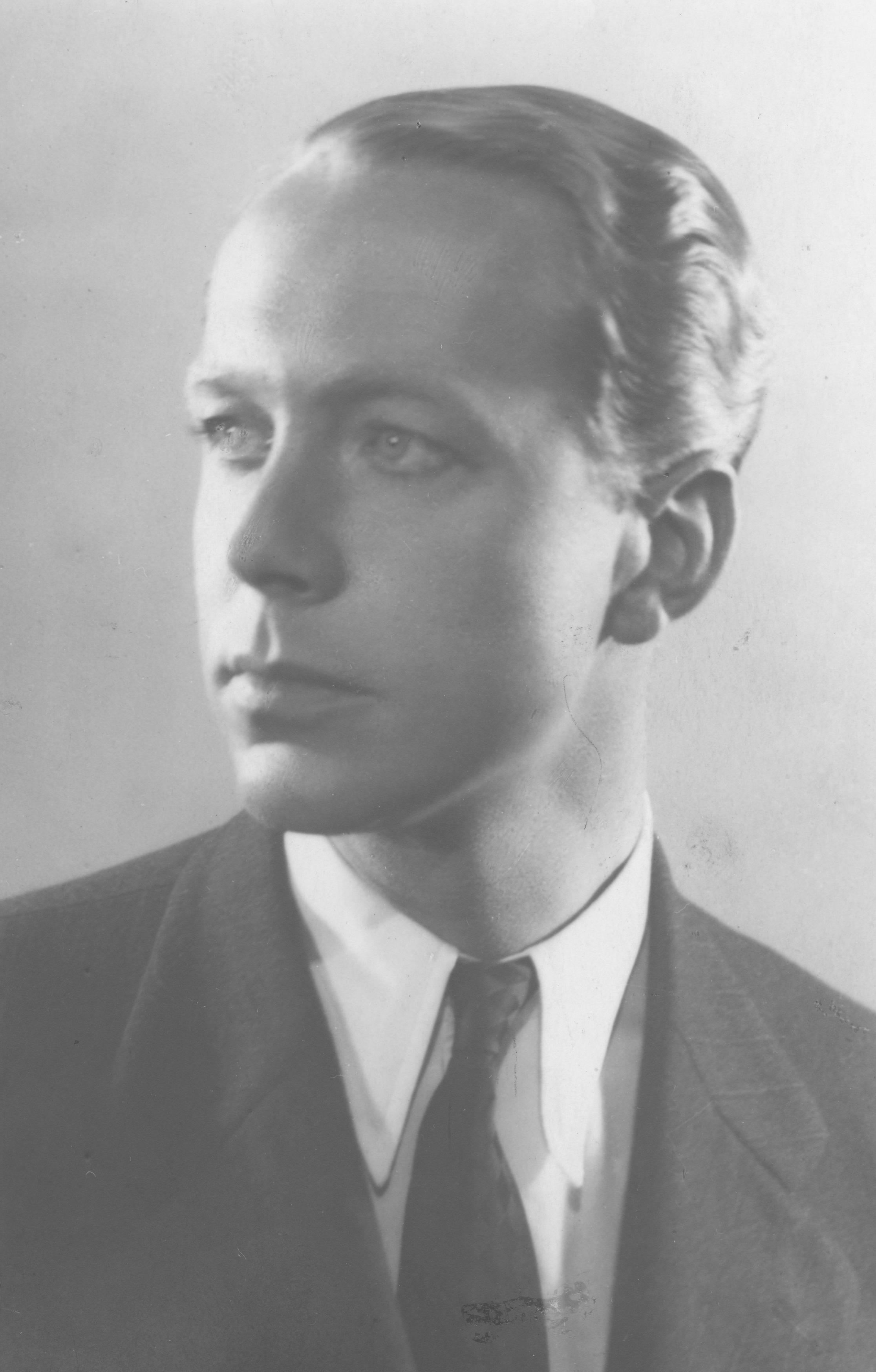
Alexander Hochberg (1937)

Alexander I. Friedrich-Wilhelm Georg Konrad (Conrad)-Ernst-Maximilian von Hochberg, 5(9). Fürst von Pless, Graf von Hochberg, Freiherr zu Fürstenstein,, bürgerlich Aleksander Pszczyński (* 1. Februar 1905 in London; † 22. Februar 1984 auf Mallorca) war ein deutsch-polnischer Adeliger, Geschäftsmann und britischer Secret Intelligence Service Offizier. 1984 amtierte er kurzzeitig als Oberhaupt des Hauses Hochberg von Pless.

## Leben
Hochberg  war ein Sohn von Hans Heinrich XV. Fürst von Pless und seiner Frau Daisy von Pless. Nach dem Ersten Weltkrieg wurde Hochberg polnischer Bürger. Als Erbe des Pless'schen Familienvermögens war er einer der reichsten Grundbesitzer des Landes.
1927 schickte ihn sein Vater nach London, um an der Universität Oxford Bankwesen zu studieren. Nach zwei Jahren brach Alexander sein Studium ab und begann 1929 eine Lehre bei Barclays in London. Auf Initiative seiner Mutter verlobte er sich mit Prinzessin Ileana von Rumänien, doch die rumänische Seite löste die Verlobung 1930 auf, nachdem sie von einer homosexuellen Affäre aus dem Jahre 1924 erfahren hatte. Nach dem deutschen Überfall auf Polen im Jahr 1939 emigrierte Hochberg nach Paris, wo er sich der polnischen Armee des Westens anschloss, mit der er in Nordafrika und im Italienfeldzug zum Einsatz kam.
Nach seiner Flucht wurde Hochberg von den nationalsozialistischen Polizeiorganen als Staatsfeind eingestuft: Im Frühjahr 1940 setzte ihn das Reichssicherheitshauptamt in Berlin – das ihn irrtümlich in Großbritannien vermutete – auf die Sonderfahndungsliste G.B., ein Verzeichnis von Personen, die im Falle einer erfolgreichen deutschen Invasion Großbritanniens durch die Sonderkommandos der SS-Einsatzgruppen mit besonderer Priorität ausfindig gemacht und verhaftet werden sollten.
Nach dem Zweiten Weltkrieg ließ Hochberg sich in Pollença auf Mallorca nieder.
Hochberg wurde am 26. Januar 1984 als Nachfolger seines Bruders Hans Heinrich XVII der 5. Fürst zu Pless. Nach seinem Tod wurde sein Neffe Bolko Hochberg von Pless (1936–2022) sein Nachfolger als Familienoberhaupt.

## Familie
Über seinen Onkel George Cornwallis-West, den jüngeren Bruder seiner Mutter, war Hochberg mit dem Politiker Winston Churchill verwandt, dessen Mutter in zweiter Ehe mit Cornwallis-West verheiratet war, so dass Hochbergs Onkel der Stiefvater des britischen Politikers wurde, der somit (zeitweise) Hochbergs Stief-Cousin war.